# George S. Simonds

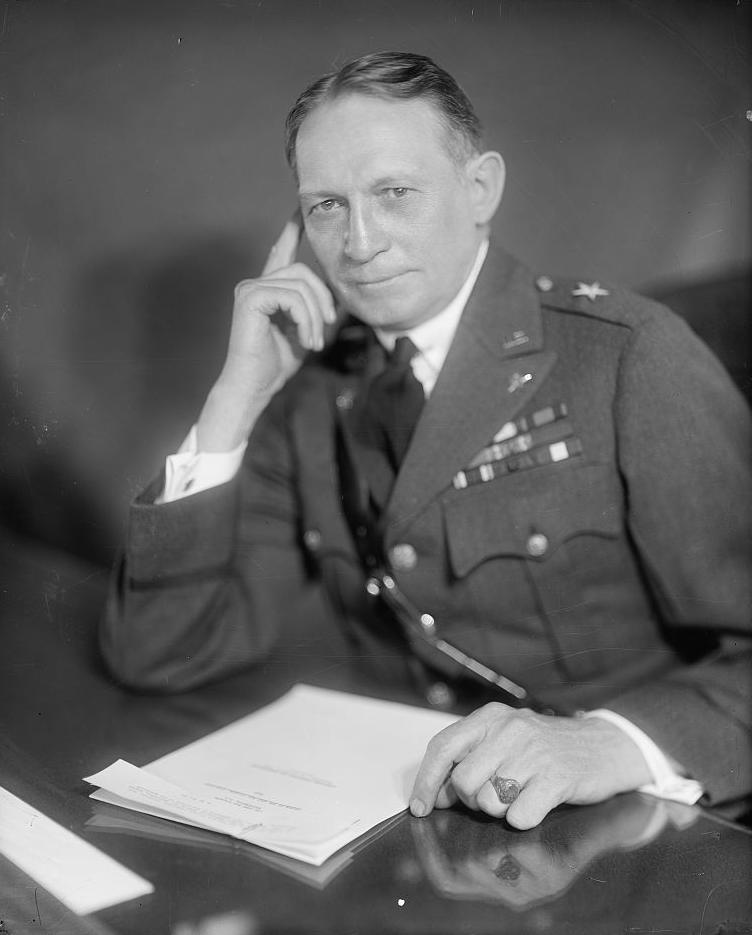
George S. Simonds

George Sherwin Simonds  (* 12. März 1874 in Cresco, Howard County, Iowa; † 1. November 1938 in San Francisco, Kalifornien) war ein Generalmajor der United States Army. Er war unter anderem Kommandeur der 4. Armee.

## Leben
George Simonds war ein Sohn von William O. Simonds und dessen Frau Ellen Sherwin. In den Jahren 1895 bis 1899 durchlief er die United States Military Academy in West Point. Nach seiner Graduation wurde er als Leutnant der Infanterie zugeteilt. In der Armee durchlief er anschließend alle Offiziersränge vom Leutnant bis zum Zwei-Sterne-General.
Gleich zu Beginn seiner militärischen Laufbahn wurde er mit dem 22. Infanterieregiment im Philippinisch-Amerikanischen Krieg eingesetzt. Dabei war er zwischenzeitlich auch in China stationiert. Im Jahr 1902 kehrte er in die Vereinigten Staaten zurück.
In den folgenden Jahren absolvierte er den für Offiziere in den entsprechenden Rangstufen üblichen Dienst in unterschiedlichen Einheiten und Standorten. Dazu gehörten auch Aufgaben als Stabsoffizier in verschiedenen Hauptquartieren. Er war unter anderem in Nebraska und im Oklahoma-Territorium stationiert. Im Jahr 1903 absolvierte er in Fort Leavenworth in Kansas das Command and General Staff College.
Zwischen August 1904 und Juni 1905 war Simonds Dozent an der Militärakademie in West Point. Danach wurde er unter anderem nach Alaska, Texas und Arizona versetzt. Zwischenzeitlich kehrte er noch zwei Mal an die Militärakademie in West Point zurück, wo er einmal erneut als Dozent tätig war. Im Mai 1917 kommandierte er dort ein Bataillon der Kadetten.
Nach dem amerikanischen Eintritt in den Ersten Weltkrieg wurde Simonds zunächst als Ausbildungsoffizier für Offiziere verwendet. Dann wurde er als Kriegsbeobachter (Observer) eingesetzt. Später wurde er in verschiedenen Funktionen bei den American Expeditionary Forces in Europa verwendet. Unter anderem war er Stabsoffizier im II. Korps. Dabei war er an mehreren Schlachten und Gefechten beteiligt.
Zwischen Februar und Juni 1919 war Simonds Stabschef bei der Leitung der Verschiffungsstelle des Heeres (Chief of Staff, American Embarkation Center). Sie koordinierte die Rückführung der Truppen aus Europa. In der Folge absolvierte er das United States Army War College. Nach zwischenzeitlich anderen Verwendungen kommandierte er von 1924 bis Anfang Januar 1925 das Tank Center, das damals für die relativ junge Panzertruppen zuständig war. Es folgte eine Versetzung zum Panamakanal, wo er bis 1927 verschiedene Brigaden kommandierte.
Anschließend wurde Simonds zum Stab des Kriegsministeriums in Washington, D.C. versetzt. Dort verblieb er bis zum Jahr 1932. Zwischenzeitlich war er im Jahr 1931 Mitglied bzw. militärischer Berater der amerikanischen Delegation bei Abrüstungsgesprächen in Genf in der Schweiz. Zwischen 1932 und 1935 leitete Simonds das War College. Danach war er zwischen Februar 1935 und Mai 1936 Stabsoffizier und Abteilungsleiter im Kriegsministerium. Daran schloss sich eine Versetzung zum Presidio in San Francisco an, wo er im Juni 1936 das Kommando über die 4. Armee übernahm. Dieses Amt hatte er bis zum März 1938 inne. Anschließend ging er in den Ruhestand.
George Simonds starb nur wenige Monate nach seiner Pensionierung am 1. November 1938 und wurde auf dem Friedhof der Militärakademie in West Point beigesetzt.

## Orden und Auszeichnungen
George Simonds erhielt im Lauf seiner militärischen Laufbahn unter anderem die Army Distinguished Service Medal verliehen.